# Мужская сборная Уругвая по баскетболу
Мужская сборная Уругвая по баскетболу представляет Уругвай на международных соревнованиях. Уругвайская баскетбольная федерация была основана в 1915 году как Союз баскетбольных клубов Уругвая, в 1921 году преобразована в федерацию, с 1936 года — член ФИБА.
Мужская сборная Уругвая — одна из сильнейших в Южной Америке. Команда 11 раз побеждала в чемпионате Южной Америки и ни разу не опускалась ниже 4-го места, а в чемпионате Америки лучшим результатом стало 2-е место в 1984 году. На Панамериканских играх уругвайцы выигрывали бронзовые медали в 2007 году, а в 1963 и 1995 годах занимали 4-е место.
В чемпионатах мира сборная Уругвая участвовала 7 раз, самым успешным для неё стал дебютный турнир 1954 года, на котором команда заняла 6-е место. Последний раз в финальном турнире уругвайцы участвовали в 1986 году.
Уругвай принимал участие в 7 олимпийских турнирах, в том числе на Играх 1936 года, где баскетбол был представлен впервые; сборная заняла 6-е место. Наивысшего успеха на Олимпиадах уругвайцы добились в 50-е годы, когда сборная завоёвывала бронзовые медали на Играх 1952 и 1956 годов. Из более поздних результатов стоит отметить 6-е место на Играх 1984 года в Лос-Анджелесе.

## Результаты

### Чемпионаты Южной Америки
- 1930 —  1-е место
- 1932 —  1-е место
- 1934 — 4-е место
- 1935 —  3-е место
- 1937 —  2-е место
- 1938 —  3-е место
- 1939 —  2-е место
- 1940 —  1-е место
- 1941 —  3-е место
- 1942 —  2-е место
- 1943 —  3-е место
- 1945 —  2-е место
- 1947 —  1-е место
- 1949 —  1-е место
- 1953 —  1-е место
- 1955 —  1-е место
- 1958 —  2-е место
- 1960 — 4-е место
- 1961 —  2-е место
- 1963 —  3-е место
- 1966 — 4-е место
- 1968 —  2-е место
- 1969 —  1-е место
- 1971 —  2-е место
- 1973 — 4-е место
- 1976 —  3-е место
- 1977 —  2-е место
- 1979 —  3-е место
- 1981 —  1-е место
- 1983 —  3-е место
- 1985 —  2-е место
- 1987 — 4-е место
- 1989 —  3-е место
- 1991 — 4-е место
- 1993 — 4-е место
- 1995 —  1-е место
- 1997 —  1-е место
- 1999 — 4-е место
- 2001 — 4-е место
- 2003 —  3-е место
- 2004 — 4-е место
- 2006 —  2-е место
- 2008 —  2-е место
- 2010 —  3-е место
- 2012 —  3-е место

### Чемпионаты Америки
- 1980 — 7-е место
- 1984 —  2-е место
- 1988 — 4-е место
- 1992 — 10-е место
- 1993 — 10-е место
- 1995 — 6-е место
- 1997 — 8-е место
- 1999 — 8-е место
- 2001 — 8-е место
- 2003 — 9-е место
- 2005 — 8-е место
- 2007 — 6-е место
- 2009 — 6-е место
- 2011 — 7-е место

### Панамериканские игры
- 1963 — 4-е место
- 1987 — 7-е место
- 1991 — 8-е место
- 1995 — 4-е место
- 1999 — 8-е место
- 2003 — 8-е место
- 2007 —  3-е место
- 2011 — 8-е место

### Чемпионаты мира
- 1954 — 6-е место
- 1959 — 9-е место
- 1963 — 10-е место
- 1967 — 7-е место
- 1970 — 7-е место
- 1982 — 11-е место
- 1986 — 18-е место

### Олимпийские игры
- 1936 — 6-е место
- 1948 — 5-е место
- 1952 —  3-е место
- 1956 —  3-е место
- 1960 — 8-е место
- 1964 — 8-е место
- 1984 — 6-е место